# Jednostka regionalna Kozani
Jednostka regionalna Kozani (nwgr.: Περιφερειακή ενότητα Κοζάνης) – jednostka administracyjna Grecji w regionie Macedonia Zachodnia. Powołana do życia 1 stycznia 2011 w wyniku przyjęcia nowego podziału administracyjnego kraju. W 2021 roku liczyła 137 tys. mieszkańców.
W skład jednostki wchodzą gminy:
- Eordea (4),
- Kozani (1),
- Serwia-Welwendos (2),
- Woio (3).